# Кёниг, Рудольф
Рудольф Кёниг (нем. Rudolf König; 26 ноября 1832 — 2 октября 1901) — немецкий физик, изобретатель, занимался акустикой.

## Биография
Построил научные акустические приборы своего изобретения и усовершенствовал многие другие. Труды Кёнига по акустике, печатавшиеся в «Анналах» Поггендорффа, были собраны под заглавием «Quelques expériences d’acoustique» (Париж, 1882).

## Память
В 1935 году Международный астрономический союз присвоил имя Рудольфа Кёнига кратеру на видимой стороне Луны.